# Niske Tatre
Niske Tatre (slovački: Nízke Tatry) planinski su lanac koji se prostire kroz središnju i istočnu Slovačku i nalaze se južno od  Visokih Tatri od kojih ih dijeli dolina rijeke Váh, dok ih s južne ograničava rijeka Hron.
Vijenac Tatri se prostire pravcem zapad-istok u dužini od 80 km i pokriven je gustom šumom, a najveći dio pripada Nacionalni Park Niske Tatre (Národný park Nízke Tatry- NAPANT) koji je osnovan 1978.
Najviši dijelovi Niskih Tatri nalaze se u zapadnom dijelu, srednji dio mnogo niži, dok se prema krajnjem istoku predjeli opet izdižu. Najviši vrh je Dumber s 2042 metara nadmorske visine, dok se pored njega nalazi niži Čopok na čijih 2024 metara nadmorske visine izlazi i žičara što ga čini jednim od najposećenijih mjesta na Niskim Tatrama. Na krajnjem istoku se nalazi vrhunac Kralove Hola s 1946 metara nadmorske visine.

## Vanjske poveznice
- Osnovne informacije o Niskim Tatrama
- Nacionalni Park Niske Tatre  Arhivirana inačica izvorne stranice od 7. veljače 2012. (Wayback Machine)
- Karta istočnog dijele Niskih Tatri  Arhivirana inačica izvorne stranice od 14. listopada 2018. (Wayback Machine)

### Ostali projekti
|  | Zajednički poslužitelj ima još gradiva o temi Niske Tatre |